# 과제 중심 교수법
과업 중심 언어 교수법(Task-based Language Teaching, TBLT)은 의사소통 중심 이론(communicative approach)의 원칙과 학습 책략, 제 2언어(second language)습득 연구에 근거하여 개발된 방법으로, 과업(task)을 언어 교수의 핵심으로 사용한다.
TBLT의 목표는 영어 학습자들이 자기가 참여하게 되는 일반적인 활동과 과업(task)을 수행하면서 정확하고 효과적으로 의사소통 할 수 있는 능력을 기르는데 있다.
여기서 과업이라는 용어는 일반적으로 학습자가 명확한 의도와 목표를 가지고 목표언어(target language)를 사용하여 의미 있는 상호작용(interaction)을 통하여 의도한 결과를 달성해 내는 활동이라고 정의할 수 있다. 언어 습득을 위해서는 과업이 언어 입력(input)과 동시에 언어 출력(output)을 제공하고, 과업 수행과 성취가 동기 부여에 공헌하며, 학습의 난이도는 특정한 교육 목적에 따라 조절할 수 있다고 본다.
TBLT의 교수요목(syllabus)은 실생활 과업(real-world task)과 교육적 과업(pedagogical tasks)의 두 가지로 구분된다. 과업들은 상호작용 유형에 따라 직소 과업(jigsaw tasks), 정보차 과업(information-gap tasks), 문제 해결 과업(problem-solving tasks), 결정 과업(decision-making tasks), 의견 교환 과업(opinion-exchange tasks) 등으로 구분할 수 있다.
TBLT에서 학습자들은 짝 활동과 소집단 활동에 참여하여 자기가 사용하는 영어가 어떻게 의미를 전달하고 과업을 수행하는 데 도움이 되는가를 스스로 검색해야 한다. 교사는 언어 형식을 설명하여 가르치는 것이 아니라 과업을 준비하고 제공하는 역할을 한다.
이 교수법에 사용하는 교재(instructional materials)는 과업 중심(task focus)의 교과서(pedagogic materials), 신문(newspapers), TV, 인터넷(internet) 등으로 매우 다양하다.

## TBLT의 예시

### 1. Pre-task
- Introduction to topic and task
  - 교사는 학생들에게 지도를 보면서 길을 묻고 대답하는 표현을 들려준다.
  - 교사는 학생들에게 과업의 주제와 목표를 소개한다.
  - 오늘의 과업(task)은 짝과 함께 길 안내를 하는 활동이다. 학생들은 빈칸이 있는 두 장의 똑같은 지도를 받게 되는데, 한 장의 지도에는 제시된 단어들로 자신의 지도를 만든다. 그런 후에 짝과 영어로 묻고 대답하면서 친구의 지도를 맞춰보는 정보차활동(information gap activity)이다.
  - 교사는 활동을 하기 전에 학생들이 과업활동에 필요한 단어나 표현을 생각해 보도록 비슷한(parallel) 과업(task)을 들려준다.
  - 학생들은 과업 활동을 어떻게 해야 할 것인가를 생각한다.

### 2. Task
- Task
  - 학생들은 짝(pairs)과 함께 과업을 수행한다.
  - 교사는 교실을 돌아다니면서 학습자들의 질문에 응답하거나, 목표언어(target languages)를 사용할 수 있도록 지도한다.
- Plan
  - 교사는 학생들이 과업수행 결과(outcome)를 발표(report)하기 위한 준비를 하도록 지도한다.
  - 학생들은 과업수행에 어떤 표현을 사용했는지, 어려운 점은 무엇이었는지, 친구의 지도를 잘 맞추었는지 등 과업수행 결과 등에 대해 발표(report)할 연습(practice)을 한다.
- Report
  - 학생들은 결과를 반 전체 학생들에게 간략하게 보고(report)한다.
  - 다른 학생들은 발표를 들으면서 자신의 결과와 비교해본다.

### 3. Post-task
- The Languages focus
  - 교사는 언어에 초점(languages focus)을 둔 과업을 설정한다. 오늘 배운 표현에서 단어들의 순서를 뒤죽박죽으로 섞어 놓고 올바른 문장을 만들도록 해본다.
  - 마지막으로 교사는 오늘 배운 것을 연습시키고 정리하기 위해서 학생들과 지도를 보면서 길 찾기 게임을 한다.

## 같이 보기
- 의사소통 교수법
- 제2언어로서의 영어
- 문제 기반 학습
- 프로젝트 기반 학습